# Andreas Efler

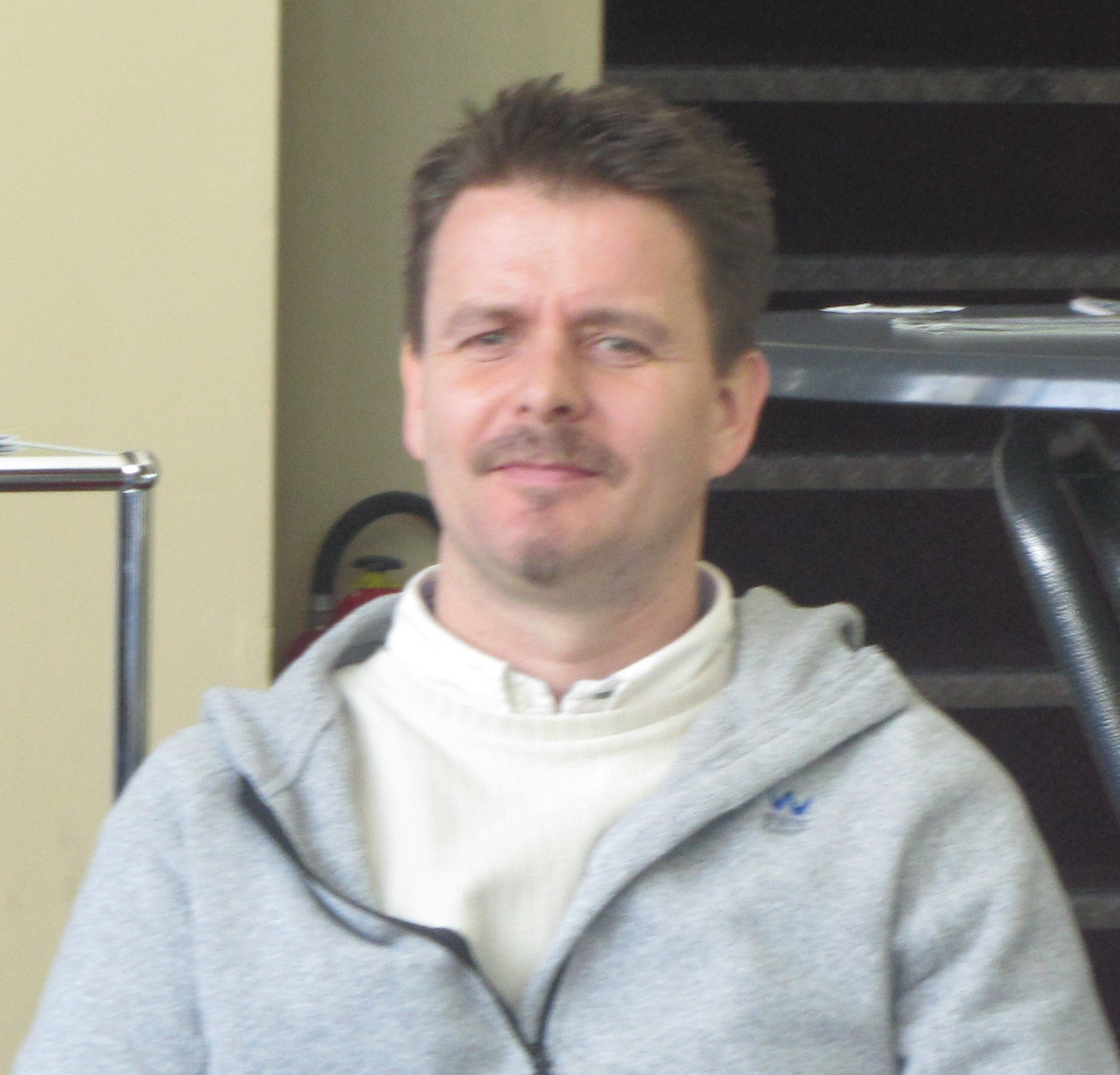
Efler in 2013

Andreas Efler (Wenen, 4 oktober 1967) is een Oostenrijks carambolebiljarter die is gespecialiseerd in het driebanden. Zijn hoogste serie in die spelsoort is 23.
Efler bracht zijn volledige schooltijd door in Zwitserland, in de buurt van Bazel. Hij kwam op 19-jarige leeftijd in aanraking met carambolebiljarten en werd lid van de Basler Billard Club. Hij hield zich twee jaar bezig met libre en kaderspel en stapte daarna over naar driebanden. Door veel contact met de Franse wereldtopper Robert Weingart behaalde hij nationale en internationale successen. 
Hij won zes maal (van 1989 t/m 1994) het Zwitsers kampioenschap driebanden, in 1994 het wereldbekertoernooi in Vejle en in 1998 het Oostenrijks kampioenschap driebanden. Hij eindigde in 1997 met Gerhard Kostistansky op de tweede plaats op het wereldkampioenschap driebanden voor landenteams in Viersen. 
Hij woont tegenwoordig weer in Wenen en promoot het biljarten met het geven van driebandencursussen, het schrijven van boeken en (samen met Robert Leitner) het maken van dvd's. Hij speelt nog wedstrijden in de Duitse driebanden Bundesliga.